# New England (Fahrzeugmarke)
New England war eine US-amerikanische Fahrzeugmarke.

## Markengeschichte
Sowohl die New England Electric Vehicle Company aus Boston in Massachusetts als auch die New England Electric Vehicle Transportation Company aus Camden in New Jersey gehörten zur Electric Vehicle Company aus Hartford in Connecticut. In allen drei Werken wurden ab 1899 Kraftfahrzeuge gefertigt, die als New England vermarktet wurden. Anfangs wurden die Fahrzeuge nur vermietet. Erst ab Mai 1901 waren sie käuflich zu erwerben. Ende 1901 wurde der Markenname aufgegeben und die beiden Zweigstellen geschlossen. Insgesamt entstanden etwa 90 Fahrzeuge.
Es gab keine Verbindung zur New England Motor Carriage Company aus Boston, die Dampfwagen unter dem gleichen Markennamen anbot.

## Fahrzeuge
Im Angebot standen ausschließlich Elektroautos.
In Boston und Camden entstanden Personenkraftwagen. Dazu gehörte ein Dreirad, entworfen von Charles Barrows. Leichte Nutzfahrzeuge kamen aus Hartford.